# Arearea no varua ino
Arearea no varua ino est une peinture à l'huile sur toile réalisée par Paul Gauguin en 1894, elle se trouve exposée aujourd'hui au Ny Carlsberg Glyptotek de Copenhague.

## Sources
- (en) Cet article est partiellement ou en totalité issu de l’article de Wikipédia en anglais intitulé « Arearea no varua ino » (voir la liste des auteurs).